# Bahnbetriebswerk München-Pasing

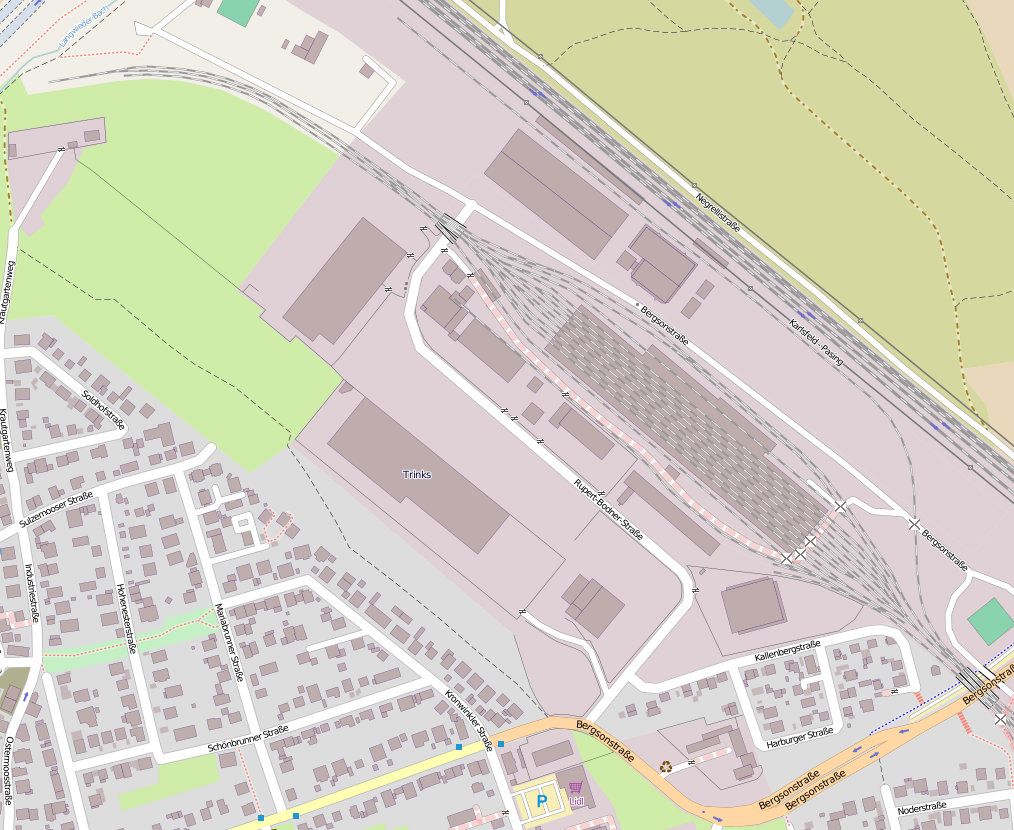
Lage des Bahnbetriebswerks München-Pasing

Das Bahnbetriebswerk München-Pasing (abgekürzt Bw München-Pasing) ist ein Bahnbetriebswerk in der bayerischen Landeshauptstadt München. Es wird heute von DB Regio Oberbayern genutzt und befindet sich im Westen des Bahnhofs München-Pasing. Das Bahnbetriebswerk gehörte von 1941 bis 1949 zur Reichsbahndirektion München, von 1949 bis 1994 zur Bundesbahndirektion München, von 1994 bis 1998 zu DB Werke und seit 1998 zu DB Regio. Seit 1994 bildet das Bw München-Pasing gemeinsam mit dem Bw München Hbf den Betriebshof München West, abgekürzt MH 1.

## Lage
Das Bahnbetriebswerk liegt im Münchner Stadtbezirk Aubing-Lochhausen-Langwied in der Nähe des S-Bahn-Haltepunkts Langwied an der Bahnstrecke München–Augsburg. Im Nordosten wird das Bahnbetriebswerk durch die Bahnstrecke München–Augsburg begrenzt, im Südosten durch die Bergsonstraße, im Südwesten durch die Rupert-Bodner-Straße, die beide gleichzeitig eine Straßenzufahrt zum Bahnbetriebswerk bilden. Im Nordwesten befinden sich die Langwieder Haide und die Bundesautobahn 99.

## Geschichte
Erste Planungen zum Bau eines Bahnbetriebswerkes in Pasing gab es in der Zeit des Nationalsozialismus. Damals wollte man die gesamten Münchner Bahnanlagen umstrukturieren. Der Münchener Hauptbahnhof sollte durch einen nach Westen verlegten Durchgangsbahnhof ersetzt werden. Die von Osten kommenden Züge sollten nach Halt am Ost- und Hauptbahnhof in Pasing enden. Für die Wartung der beginnenden und endenden Züge war auch ein Bahnbetriebswerk notwendig, welches auch das am Hauptbahnhof ersetzen sollte. Mit dem Bau des Betriebswerks München-Pasing wurde 1938 zwischen den Bahnstrecken München–Augsburg und München–Buchloe im Anschluss an den Betriebsbahnhof München-Pasing begonnen. Noch im selben Jahr fand man auf dem Gelände des Bahnbetriebswerkes ein Gräberfeld aus der Frühzeit der Christianisierung. Als am 5. Mai 1941 das Bahnbetriebswerk München-Pasing eröffnet wurde, zog das Bahnbetriebswagenwerk München Hauptbahnhof in das Bahnbetriebswerk München-Pasing um. Das Bahnbetriebswerk wurde somit zum Betriebswagenwerk. Der Bau an der Halle des Werkes, die insgesamt zehn Gleise umfasst, konnte jedoch erst im Jahr 1943 abgeschlossen werden. Die Halle ist insgesamt 345 Meter lang und 80 Meter breit. Das Bahnbetriebswerk ist nur über den Betriebsbahnhof München-Pasing West erreichbar. In Richtung Westen enden die Gleisanlagen an zwei Stumpfgleisen. Die Gebäude wurden im Zweiten Weltkrieg nicht zerstört, die Halle behielt jedoch bis mehrere Jahre nach dem Krieg ihren Tarnanstrich. 1967 konnte der Austausch der Radachsen durch den Bau einer Unterflur-Drehbank vereinfacht werden. Von Ende der 1970er Jahre bis Ende der 1980er Jahre wurde der Hallenboden und die Hallendecke ausgetauscht. Die Halle konnte ab 1987 durch eine eigene Heizanlage beheizt werden. Im Jahr 1990 arbeiten rund 770 Mitarbeiter an den circa 1000 in München-Pasing beheimateten Wagen. Nach der Bahnreform im Jahr 1994 wurde das Bahnbetriebswerk DB Werke zugeordnet, sodass das Bahnbetriebswerk nun Ausschreibungen für Wartungsaufträge gewinnen musste. Seitdem die Zuteilung 1998 wieder aufgelöst wurde, gehört das Werk zu DB Regio Bayern und ist für die Wartung der Wagen zuständig. Allerdings werden auch teilweise Fahrzeuge, die nicht zu DB Regio Bayern gehören, in Pasing gewartet. Im Jahr 2008 waren 255 Mitarbeiter in Pasing beschäftigt.

### Neubau einer Fahrzeuginstandhaltungs- und -behandlungsanlage (FIBA)
Nach zwei Jahren Bauzeit wurde am 5. Oktober 2017 östlich eine neue modernere Fahrzeughalle eröffnet, welche das bereits 70 Jahre alte Bahnbetriebswerk München-Pasing ersetzt. Die Investitionskosten der Deutschen Bahn lagen bei ca. 50 Millionen Euro. Der Neubau erstreckt sich auf einer Grundfläche von 207 Metern Länge und einer Breite von 56 Metern und liegt zwischen dem Betriebsbahnhof München-Pasing West und der Bahnstrecke München-Augsburg. Die neue Werkstatthalle verfügt neben Büro- und Besprechungsräumen und einer Kantine über fünf Gleise, wovon vier mit einem Fahrdraht ausgestattet sind und somit aufwändige Rangierfahrten entfallen können. Östlich der Halle vorgelagert befindet sich eine dreigleisige Innenreinigungsanlage, wo die Züge mithilfe von Frisch- und Abwasser-Ver- und Entsorgungsstationen von innen gereinigt werden können.
Das Werk ist insbesondere für die Wartung von 21 Elektrolokomotiven, 110 Doppelstockwagen und 55 Elektrotriebwagen (Baureihen 442 / 445) zuständig. Des Weiteren werden die sechs Loks der Baureihe 102 und 36 Wagen der Škoda Wendezug-Garnitur des München-Nürnberg-Express gewartet.
Das alte Bahnbetriebswerk an der Rupert-Bodner-Straße soll 2024 abgerissen werden. DB Regio plant dort ein zweites Instandhaltungswerk für die S-Bahn München mit einer 240 Meter langen sechsgleisigen Halle.